# Football Club Féminin Amani
Maillots
Le Football Club Féminin Amani est un club féminin de football congolais, créé en 2019, et basé à Kinshasa.

## Histoire
Le FCF Amani a été créé à Kinshasa, en République démocratique du Congo, dans la commune de Kasa Vubu au quartier du 24 Novembre, en date du 19 octobre 2019 par Sylvano Kasongo, Benie Kubiena et Charly Kasongo Ilunga. Au niveau régional, le club remporte la CPFF-Kin, le championnat de Kinshasa, lors des saisons 2019-2020, 2020-2021 et 2021-2022. Le club participe pour la première fois à la LINAFF en 2019. En 2021, le club remporte la finale en battant le CSF Bikira de Kinshasa 1-0, sur un but de Marlène Yav.
Grâce à ce sacre, le FCF Amani dispute pour la première fois de son histoire la Ligue des champions. Le club atteint la finale des éliminatoires de la zone UNIFFAC, où il est éliminé par les Équato-guinéennes des Malabo Kings (4-1, 1-0). Le lundi 10 octobre 2022, le club signe un premier contrat avec la marque Fura,.

## Résultats sportifs

### Palmarès
Le tableau suivant récapitule le palmarès du club dans les différentes compétitions officielles au niveau national. 
| Compétitions nationales           | Compétitions régionales                                     | Compétitions amicales                                                                                         |
| --------------------------------- | ----------------------------------------------------------- | --- |
| - LINAFF (1) - Champion en 2021 , | - CPFF-Kin (4) - Champion en 2020, 2021, 2022, 2023 et 2024 | - Tournoi international de Dakar - Vainqueur en 2022, - Tournoi international de Dodoma - Finaliste en 2022,. |

## Aspects juridiques et économiques

### Statut juridique et légal
Depuis sa création le club est une ASBL. Le siège de cette association est situé au numéro 206 de l’avenue Monkoto, commune de Ngiri-Ngiri,.

### Sponsors et équipements

#### Sponsors
- 2022 : American Juice
- 2022 : Sokin SA
- 2022 : Widal[18]

#### Équipement
- 2022 : Fura

## Personnalités du club

### Effectif professionnel actuel
Le tableau suivant liste l'effectif professionnel du FCF Amani pour la saison 2023-2024.

### Entraîneurs
- 2019-2021 :  Chico Kalunga[20]
- 2021-2022 :  Raphaël Monsi[21]
- 2022- :  Chico Kalunga